# Теорема суперпозиције
Теорема суперпозиције је метода за решавања кола. По овој теореми су напон или струја у било којој грани билатералног линеарног кола са више извора напона једнаки алгебарском збиру одговора узрокованих сваким независним извором кад сам делује, при чему су сви други независни извори замењени њиховом унутрашњом импедансом.
Она се примењује тако што се искључе сви Електрични генератори осим једног, и рачуна се струја коју производи тај генератор. На месту струјног генератора прекида се коло, а на месту напонског генератора долази до кратког споја. Струја се добија сабирањем струја од свих генератора.